# 圣阿加塔-迪米利泰洛
圣阿加塔-迪米利泰洛（義大利語：Sant'Agata di Militello），是意大利西西里大区墨西拿廣域市的一个市镇。总面积33.52平方公里，人口13172人，人口密度393.0人/平方公里（2009年）。ISTAT代码为083084。